# سن مائیانو
سن مائیانو (به ایتالیایی: San Maiano) یک منطقهٔ مسکونی در ایتالیا است که در چیتا دی کاستلو واقع شده‌است. سن مائیانو ۲۰۷ نفر جمعیت دارد و ۲۷۰ متر بالاتر از سطح دریا واقع شده‌است.